# Чертов, Иван Александрович
Иван Александрович Чертов (1905—1951) — генерал-майор МГБ СССР, участник Великой Отечественной войны.

## Биография
Иван Чертов родился 31 августа 1905 года в Новочеркасске. В 1919 году он окончил четыре класса гимназии, после чего работал сверлильщиком на Новочеркасском чугунолитейном заводе. С мая 1920 года — на службе в органах ВЧК-ОГПУ-НКВД СССР. Прошёл путь от районного уполномоченного Новочеркасской окружной ЧК до старшего оперуполномоченного 1-го отдельного Особого отделения ГУГБ НКВД СССР.
В 1937—1938 годах Чертов был советником при Министерстве внутренних дел Испанской Республики, затем был вице-консулом Полномочного представительства СССР во Франции. В годы Великой Отечественной войны служил в органах СМЕРШ, был начальником 1-го отделения, 1-го отдела УОО НКВД СССР, заместителем начальника, начальником 11-го отдела СМЕРШа. 23 июля 1945 года Чертову было присвоено звание генерал-майора государственной безопасности.
В послевоенное время Чертов занимал должность заместителя начальника Инспекции при Министре государственной безопасности СССР. Скончался 3 августа 1951 года, похоронен на Новодевичьем кладбище Москвы.
Заслуженный работник НКВД СССР. Был награждён орденом Ленина, четырьмя орденами Красного Знамени, орденами Отечественной войны 1-й и 2-й степеней, Красной Звезды, рядом медалей.